# Gerreídeos
Gerreídeos (Gerreidae) são uma família de peixes da subordem Percoidei, superfamília Percoidea.

## Géneros
Existem seis géneros:
- Diapterus (Ranzani, 1842)
- Eucinostomus (Baird y Girard en Baird, 1855)
- Eugerres (Jordan y Evermann, 1927)
- Gerres (Quoy y Gaimard, 1824)
- Parequula (Steindachner, 1879)
- Pentaprion (Bleeker, 1850)